# أنطونيو ري
أنطونيو ري (بالإسبانية: Antonio Rey)‏ هو موسيقي وملحن إسباني، ولد في 1981 في مدريد في إسبانيا.

## وصلات خارجية
- أنطونيو ري على موقع ميوزك برينز (الإنجليزية)
- أنطونيو ري على موقع ديسكوغز (الإنجليزية)